# 성남 블루팬더스
성남 블루팬더스는 성남시의 공식적인 지원을 받는 야구단으로 스포츠투아이 야구학교에서 운영하고 있다. 
성남 탄천야구장을 월요일~금요일 홈 구장으로 사용하는 성남 블루팬더스는 마해영 감독, 박명환 투수코치, 강흠덕 트레이닝 코치로 코치진이 구성되어 있다. 
김성민(前 오클랜드), 박휘연(前 kt wiz), 최준식(前 KIA 타이거즈), 전경환(前 삼성 라이온즈)를 포함 22명의 선수단이 2018년 1월 8일부터 팀 훈련에 들어갔다. 경기도챌린지리그는 현재 성남 블루팬더스, 고양 위너스, 양주 레볼루션, 수원 로보츠로 구성되어 있으며 2018년 3월 중순부터 팀당 60경기, 총 120경기의 리그를 소화하게 된다.

## KBO 리그진출자
2018년
김성민 (포수, 2019년 신인 드래프트 2차 5R, SK 와이번스 입단)

## 같이 보기
- 2019년 성남 블루팬더스 시즌

## 국내 독립구단 목록
- 파주 챌린저스
- 연천 미라클
- 고양 원더스
- 성남 맥파이스
- 가평 웨일스
- 포천 몬스터
- 수원 파인이그스

### 해체된 독립구단
- 고양 원더스 (2011-2014) (2014년 해체)
- 수원 로보츠 (2018년 해체)
- 용인 스텔스 (2018년 해체)
- 저니맨 외인구단 (2019년 해체)
- 양주 레볼루션 (2019년 해체)
- 성남 블루팬더스 (2019년 해체)
- 용인시 빠따형 독립야구단 (2020년 해체)
- 의정부 신한대학교 피닉스 (2020년 해체)
- 스코어본 하이에나들 (2021년 해체)